# Butte County (Idaho)
Butte County ist ein County im Bundesstaat Idaho der Vereinigten Staaten. Der Verwaltungssitz (County Seat) ist Arco.

## Geographie
Das County liegt etwas südöstlich des geographischen Zentrums von Idaho und hat eine Fläche von 5785 km², wovon zwei km² Wasserfläche sind. Es grenzt im Uhrzeigersinn an folgende Countys: Clark County, Jefferson County, Bingham County, Blaine County, Lemhi County und Custer County. Der Norden des Countys gehört zur Basin-and-Range-Region, der Süden liegt in der Snake River Plain. Im County liegt ein Teil des Craters of the Moon National Monuments. Es ist benannt nach fünf Rhyolithischen Lavadomen, unter denen der Big Southern Butte und der East Butte die größten und eindrucksvollsten sind.

## Geschichte
Butte County wurde am 6. Februar 1917 aus Teilen des Bingham County gebildet. Im Butte County liegt eine National Historic Landmark, der Experimental Breeder Reactor I. Drei weitere Bauwerke und Stätten des Countys sind im National Register of Historic Places eingetragen.

## Demografische Daten

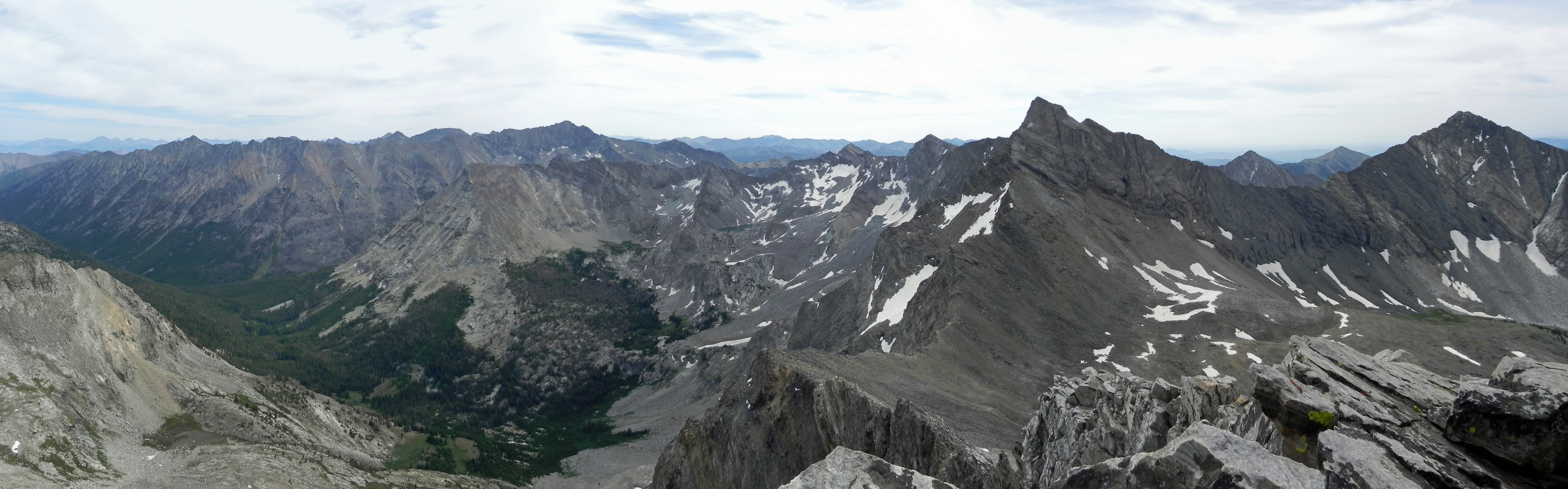
Pioneer Mountains vom Hyndman Peak

Nach der Volkszählung im Jahr 2000 lebten im Butte County 2.899 Menschen in 1.089 Haushalten und 802 Familien. Die Bevölkerungsdichte betrug 1 Person / km². Ethnisch betrachtet setzte sich die Bevölkerung zusammen aus 94,65 Prozent Weißen, 0,28 Prozent Afroamerikanern, 0,69 Prozent amerikanischen Ureinwohnern, 0,24 Prozent Asiaten, 2,38 Prozent aus anderen ethnischen Gruppen; 1,76 Prozent stammten von zwei oder mehr Ethnien ab. 4,14 Prozent der Bevölkerung waren spanischer oder lateinamerikanischer Abstammung.
Von den 1.089 Haushalten hatten 32,8 Prozent Kinder unter 18 Jahren, die bei ihnen lebten. 63,2 Prozent davon waren verheiratete, zusammenlebende Paare. 7,4 Prozent waren allein erziehende Mütter und 26,3 Prozent waren keine Familien. 23,6 Prozent waren Singlehaushalte und in 10,9 Prozent lebten Menschen mit 65 Jahren oder älter. Die Durchschnittshaushaltsgröße betrug 2,64 und die durchschnittliche Familiengröße war 3,14 Personen.
29,0 Prozent der Bevölkerung waren unter 18 Jahre alt, 6,3 Prozent zwischen 18 und 24 Jahre, 24,0 Prozent zwischen 25 und 44 Jahre, 25,7 Prozent zwischen 45 und 64 Jahre. 14,9 Prozent waren 65 Jahre oder älter. Das Durchschnittsalter betrug 39 Jahre. Auf 100 weibliche Personen kamen 101,2 männliche Personen. Auf 100 Frauen im Alter von 18 Jahren und darüber kamen 99,3 Männer.
Das jährliche Durchschnittseinkommen der Haushalte betrug 30.473 USD, das Durchschnittseinkommen der Familien 36.950 USD. Männer hatten ein Durchschnittseinkommen von 37.750 USD, Frauen 20.962 USD. Das Prokopfeinkommen betrug 14.948 USD. 14,7 Prozent der Familien und 18,2 Prozent der Einwohner lebten unterhalb der Armutsgrenze.

## Orte im County
- Arco
- Berenice
- Butte City
- Clyde
- Darlington
- Era
- Grouse
- Howe
- Lost River
- Martin
- Moore
- Scoville
- Smith Corrals